# Premiul Jules-Janssen

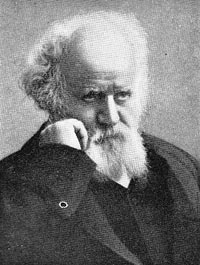
Jules Janssen

Premiul Jules-Janssen (în franceză: Prix Jules-Janssen) este marele premiu de astronomie decernat în fiecare an de Société astronomique de France (SAF, în română: Societatea Astronomică din Franța). Distincție internațională, premiul este decernat alternativ unui om de știință de naționalitate franceză și unei persoane de altă naționalitate. Este diferit de medalia Janssen, decernată de Academia Franceză de Științe.
Premiul a fost instituit în onoarea astronomului francez Jules Janssen.

## Laureați
- 1897 : Camille Flammarion
- 1898 : Samuel Pierpont Langley
- 1899 : Auguste Charlois
- 1900 : Pierre Puiseux
- 1901 : Joseph Joachim Landerer, Thomas David Anderson și Henri Chrétien
- 1902 : Sylvie Camille Flammarion
- 1903 : Michel Giacobini
- 1904 : Percival Lowell
- 1905 : Josep Comas i Solà
- 1906 : Edward Emerson Barnard
- 1907 : Milan Rastislav Štefánik
- 1908 : Edward Charles Pickering
- 1909 : William Henry Pickering
- 1910 : Philip Herbert Cowell și Andrew Crommelin
- 1911 : Jean Bosler
- 1912 : Max Wolf
- 1913 : Alphonse Louis Nicolas Borrelly
- 1914 : Annibale Riccò
- 1917 : George Ellery Hale
- 1918 : G. Raymond
- 1919 : Guillaume Bigourdan
- 1920 : Henri-Alexandre Deslandres
- 1921 : René Jarry-Desloges
- 1922 : Albert Abraham Michelson
- 1923 : Aymar de la Baume Pluvinel
- 1924 : George Willis Ritchey
- 1925 : Eugène Antoniadi
- 1926 : Walter Sydney Adams
- 1927 : Gustave Ferrié
- 1928 : Arthur Eddington
- 1929 : Charles Fabry
- 1930 : Robert Esnault-Pelterie
- 1931 : Albert Einstein
- 1932 : Bernard Lyot
- 1933 : Harlow Shapley
- 1934 : Willem de Sitter
- 1935 : Ernest Esclangon
- 1936 : Georges Lemaître
- 1937 : Giorgio Abetti
- 1938 : Jules Baillaud
- 1939 : Albert Arnulf
- 1945 : Harold Spencer Jones
- 1946 : Charles Maurain, Fernand Baldet
- 1947 : Jan Hendrik Oort
- 1948 : Lucien Henri d'Azambuja
- 1949 : Bertil Lindblad
- 1950 : André Danjon
- 1951 : Gerard Peter Kuiper
- 1952 : Frederick John Marrian Stratton
- 1953 : André Couder
- 1954 : Otto Struve
- 1955 : André Lallemand
- 1956 : Viktor Ambarțumian
- 1957 : Daniel Chalonge
- 1958 : Pol Swings
- 1959 : Charles Fehrenbach
- 1960 : Albert Edward Whitford
- 1961 : Jean Coulomb
- 1962 : Otto Heckmann
- 1963 : Jean Dufay
- 1964 : Guglielmo Righini
- 1965 : Jean-François Denisse
- 1966 : Marcel Gilles Jozef Minnaert
- 1967 : Jean-Claude Pecker
- 1968 : Karl-Otto Kiepenheuer
- 1969 : Nicolas Stoyko
- 1970 : Martin Schwarzschild
- 1971 : Jean Rösch
- 1972 : Donald Harry Sadler
- 1973 : Evry Schatzman
- 1974 : Walter Ernst Fricke
- 1975 : Pierre Lacroute
- 1976 : Donald Howard Menzel
- 1977 : James Lequeux
- 1978 : Adriaan Blaauw
- 1979 : Jean Kovalevsky
- 1980 : Lyman Spitzer
- 1981 : Georges Courtès
- 1982 : Peter van de Kamp
- 1983 : Jacques Lévy și Charles Bertaud
- 1984 : Cornelis de Jager
- 1985 : Paul Muller
- 1986 : Marcel Golay
- 1987 : Jean Delhaye
- 1988 : Gérard de Vaucouleurs
- 1989 : Bernard Guinot [1]
- 1990 : Herbert Friedman
- 1991 : Pierre Mein
- 1992 : Luboš Perek
- 1993 : Audouin Dollus
- 1994 : Edith Müller
- 1995 : François Roddier
- 1996 : Michael Perryman
- 1997 : Elizabeth Nesme și Serge Koutchmy
- 1998 : Michel Mayor
- 1999 : Pierre Léna
- 2000 : Reinhard Genzel
- 2001 : Roger Cayrel
- 2002 : Armand H. Delsemme
- 2003 : Jean-Paul Zahn
- 2004 : Jayant Narlikar
- 2005 : Roger-Maurice Bonnet
- 2006 : Owen Gingerich
- 2007 : Thérèse Encrenaz și Paul Couteau
- 2008 : Jan Stenflo
- 2009 : Catherine Cesarsky
- 2010 : Carlton Pennypacker
- 2011 : Roger Ferlet
- 2012 : Jay Pasachoff
- 2013 : Suzanne Débarbat
- 2014 :